# 라미아 (신화)

라미아

라미아(Lamia)는 그리스 신화에 나오는 인물이며, 포세이돈의 딸이며 리비아(Libya)의 여왕이다.
에키드나와 마찬가지로 상반신은 여자, 하반신은 뱀의 형상을 한 비스트맨으로서 기본적인 심성은 매우 선량하다. 하지만 그녀는 오직 인간 남자의 피로만 식사가 가능했으므로 인간 남자를 유괴하여 잡아먹기도 했다.

## 신화
라미아는 일찍이 주신 제우스의 수많은 연인 중 하나였다. 라미아는 아버지가 이집트의 왕, 형제가 리비아와 이집트의 왕인 고귀한 집안 출신이었다. 게다가 탁월한 미모를 가진 공주로 소문이 자자했다. 그러나 질투심이 강한 제우스의 아내 헤라 여신은 라미아가 낳은 아이를 모두 죽여버린 다음, 이후에 태어나는 자식들도 모두 죽일 것이라고 선언했다. 라미아는 절망 때문에 제정신을 잃고, 다른 어머니에게서 어린아이를 납치해서 산 채로 잡아먹는 식인괴물로 변해버렸다. 희생자들은 비명을 지르고 울면서 살려달라고 애원하지만 라미아는 머리카락조차 남기지 않고 엄청난 식욕으로 먹어치운다고 한다.
그래도 헤라는 질투심을 풀지 못하여 잠의 신인 힙노스에게 명령하기를 라미아에게 잠을 주어서는 안 된다고 했다. 잠들 수조차 없게 된 채 밤낮으로 어린아이를 찾아 헤매는 라미아를 제우스는 불쌍히 여겨 잠을 잘 수가 없다면 대신에 아무것도 보지 않을 수 있는 시간이라도 만들어주려는 마음에 그녀의 양쪽 눈을 빼낼 수 있게 해주었다.
3세기에 기록된 《아폴로니우스전》에는 피타고라스파의 철학자인 아폴로니우스가 라미아로부터 제자를 지켜낸 이야기가 전해지고 있다. 아폴로니우스의 젊은 제자가 아름다운 미망인과 사랑에 빠져 결혼식을 올리게 되었다. 그런데 결혼식에 초대를 받은 아폴로니우스는 그 호화로운 의식과 장식품들이 전부 환상이라는 사실을 알아차렸다. 그래서 미망인에게 다그치자 그녀는 울면서 사실은 자신이 라미아이며, 젊은이와 결혼한 다음에 그의 정기를 빨아마시고 그의 몸을 먹어치울 계획이었는데 이는 라미아의 본래 성질이라고 고백했다. 그녀는 젊은이에게 자신의 정체를 이야기하지 말라고 애원했지만, 아폴로니우스는 그녀의 말을 들으려 하지 않았다. 호화로운 가구나 요리와 마찬가지로 라미아의 눈물도 환영일 뿐이고 뉘우치는 듯이 보이는 모습도 겉치레일 뿐이라는 것을 알고 있었기 때문이다. 그러자 라미아를 비롯하여 가구와 요리와 하인들까지 모두 한순간에 사라져버렸다. 결혼식에 초대받은 사람들은 아폴로니우스의 설명을 듣고 모든 것이 환상이었다는 사실을 알게 되었다.
그리스에서 라미아는 무서운 괴물로 여겨 보기맨과 같은 취급을 받았지만, 그보다 오래전인 바빌로니아 시대의 리비아에서는 여자의 머리를 한 뱀으로서 사람들로부터 숭배를 받고 있었다. 그녀는 바빌로니아의 대지모신 라마슈투의 화신 가운데 하나였으며 풍요와 번영을 관장하는 여신이었던 것이다.
그러나 이러한 숭배도 그리스의 신들이 세력을 점차 강화함에 따라 쇠퇴해갔다. 게다가 그리스 신화가 씌어질 무렵에는 라미아가 여신이었다는 사실조차 완전히 잊혀지고, 이교의 신들이 악마로 바뀌는 것처럼 그녀 또한 무서운 괴물로 전락해버렸다.

## 대중문화
- RPG 게임 타이탄 퀘스트의 확장팩 타이탄 퀘스트: 불멸의 왕좌에서도 몬스터로 등장한다. 다만 이쪽은 뱀과 여성이 아닌 흑표범과 여성이 혼합된 모습을 하고 있다.

## 같이 보기
- 아스왕
- 반시 (요정)
- 케토
- 악상어과
- 멜뤼진
- 몰록
- 나가
- 운디네
- 브리콜라카스